# Шордич-Гай-стріт (станція)
51°31′24″ пн. ш. 0°04′31″ зх. д. / 51.523261° пн. ш. 0.075239° зх. д.

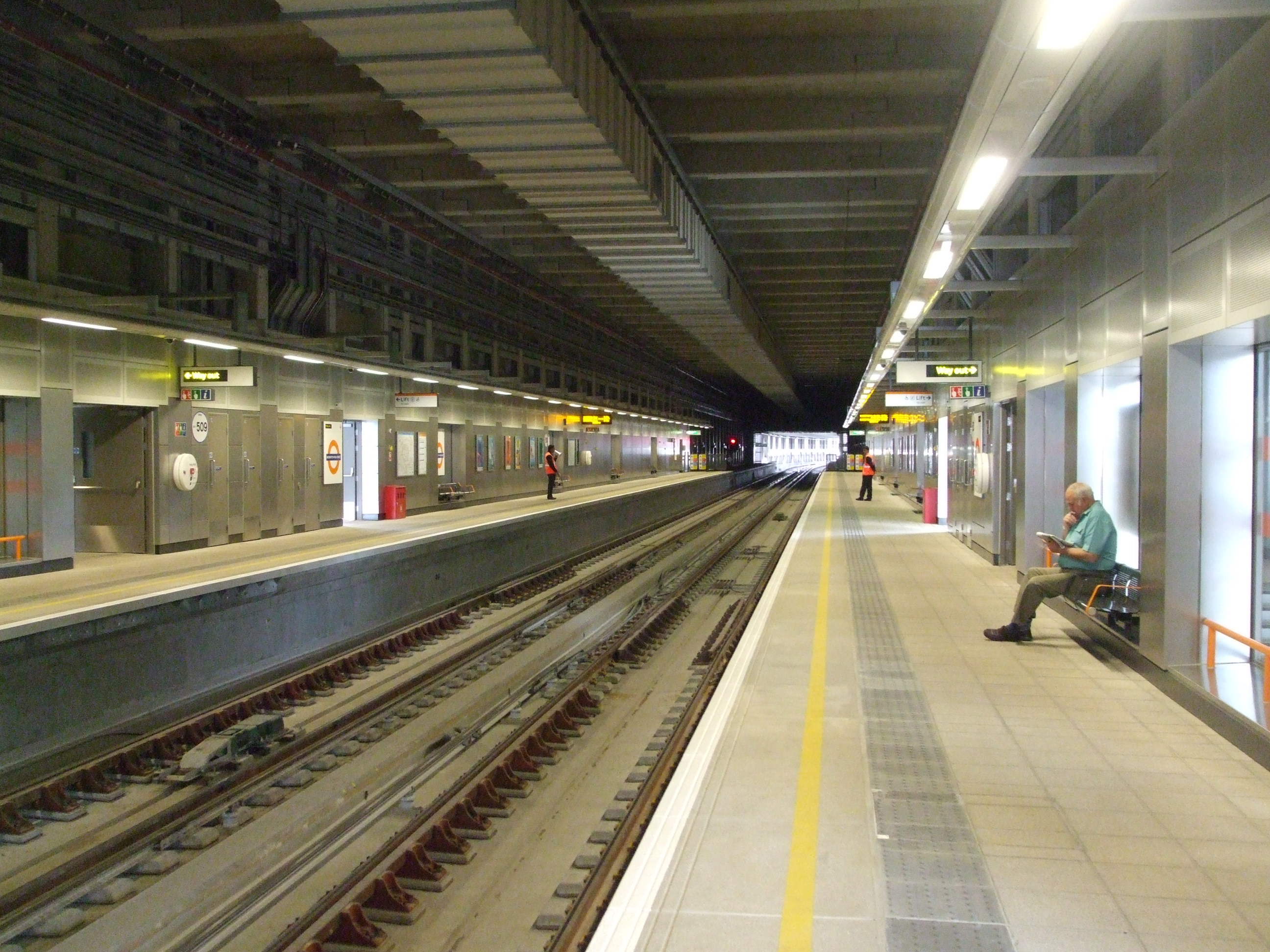
Платформа станції Шордич-Хай-стріт

Шордич-Хай-стріт (англ. Shoreditch High Street) — станція Східно-Лондонської лінії London Overground  у Лондоні на Бетнал-Грін-роуд у Шоредич, у Східному Лондоні, між станціями Вайтчепел та Гокстон. Розташована у 1-й тарифній зоні. Пасажирообіг у 2018 — 8.586 млн. осіб
Станцію було відкрито 27 квітня 2010 року.

## Послуги
| Попередня станція | Лінія | Лінія                                     | Лінія | Наступна станція |
| ----------------- | ----- | ----------------------------------------- | ----- | ---------------- |
| Вайтчепел         |       | London Overground Східно-Лондонська лінія |       | Гокстон          |